# Ibnsina Pharma
Ibnsina Pharma S.A.E. ist ein ägyptisches Unternehmen mit Sitz in al-Ubur in der Nähe von Kairo. Es ist in Ägypten die Nummer zwei im Großhandelsvertrieb von pharmazeutischen Produkten. Das Unternehmen vertreibt Produkte von 350 pharmazeutischen Firmen an 35.000 Kunden (Apotheken, Krankenhäuser, Einzelhandelsgeschäfte und Großhändler) über 55 Vertriebszentren und Zentrallager. Es verfügt über einen Marktanteil (Stand 2023) von 24 %.
Im Jahr 2024 wurde das Unternehmen auf Platz 49 der Forbes-Liste der 50 wertvollsten Unternehmen in Ägypten geführt.
Es war bis zum 31. Juli 2024 Mitglied im EGX 30 Index an der Egyptian Exchange. Die größten Aktionäre sind die Familie Mahgoub (13,01 %), Faisal Islamic Bank of Egypt (12,59 %), European Bank for Reconstruction & Development (8,71 %).

## Geschichte
Ibnsina Pharma wurde im Jahr 2001 als unter dem Namen Ibnsina Laborex Pharma von einer Gruppe ägyptischer Investoren in Zusammenarbeit mit der französischen Pharma-Gruppe Eurapharma gegründet. 2006 übernahmen die ägyptischen Investoren alle Anteile und nannten die Firma in Ibnsina Pharma um. Dieser Name ist an den persischen Arzt und Gelehrten Ibn Sina (latinisiert Avicenna) angelehnt. Der Börsengang erfolgte am 8. November 2017. Es wurden 1.120.000.000 Aktien zu einem Nennwert von 0,25 EGP ausgegeben.